# Mặt trận Tổ quốc Việt Nam
Mặt trận Tổ quốc Việt Nam là một bộ phận cấu thành hệ thống chính trị của nước Cộng hoà xã hội chủ nghĩa Việt Nam, là tổ chức liên minh chính trị, liên hiệp tự nguyện của tổ chức chính trị, các tổ chức chính trị - xã hội, tổ chức xã hội và các cá nhân tiêu biểu trong các giai cấp, các tầng lớp xã hội, các dân tộc, các tôn giáo và người Việt Nam định cư ở nước ngoài.
Đảng Cộng sản Việt Nam lãnh đạo Mặt trận Tổ quốc Việt Nam.

## Vai trò
Điều 9 của Hiến pháp nước Cộng hòa xã hội chủ nghĩa Việt Nam (2013) quy định:
Mặt trận Tổ quốc Việt Nam là cơ sở chính trị của chính quyền nhân dân; đại diện, bảo vệ quyền và lợi ích hợp pháp, chính đáng của Nhân dân; tập hợp, phát huy sức mạnh đại đoàn kết toàn dân tộc, thực hiện dân chủ, tăng cường đồng thuận xã hội; giám sát, phản biện xã hội; tham gia xây dựng Đảng, Nhà nước, hoạt động đối ngoại nhân dân góp phần xây dựng và bảo vệ Tổ quốc.
Mặt trận Tổ quốc Việt Nam, các tổ chức thành viên của Mặt trận và các tổ chức xã hội khác hoạt động trong khuôn khổ Hiến pháp và pháp luật. Nhà nước tạo điều kiện để Mặt trận Tổ quốc Việt Nam, các tổ chức thành viên của Mặt trận và các tổ chức xã hội khác hoạt động.
Trong các cuộc bầu cử quốc hội tại Việt Nam, các ứng cử viên đều phải được Mặt trận Tổ quốc phê chuẩn để đưa vào danh sách ứng cử viên. Đồng thời, Mặt trận Tổ quốc còn đảm nhiệm việc giám sát cuộc bầu cử.
Cơ quan ngôn luận: Báo Đại đoàn kết.

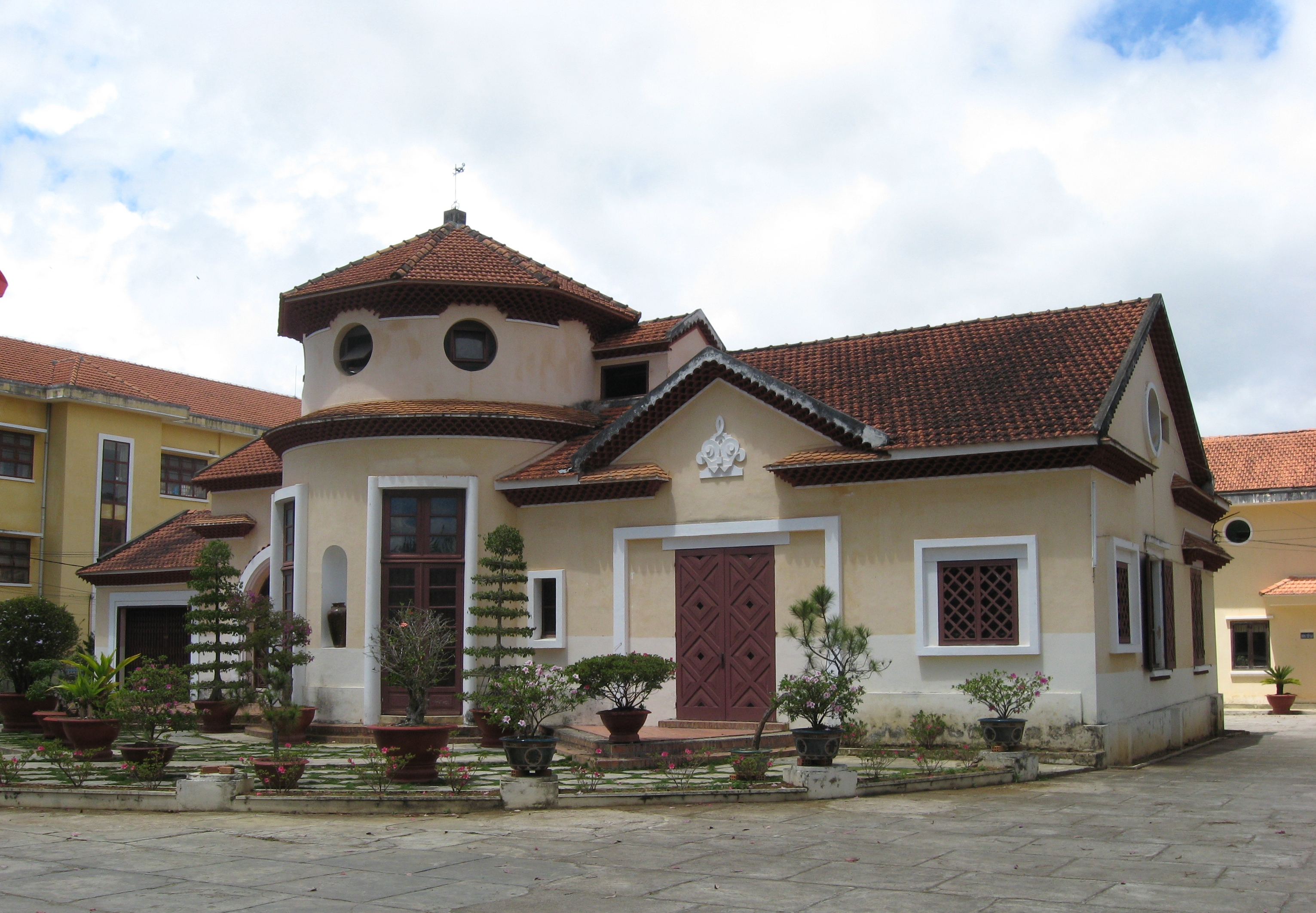
Ủy ban Mặt trận Tổ quốc Việt Nam tỉnh Lâm Đồng tại 27, đường Quang Trung, thành phố Đà Lạt.

Thạc sĩ Nguyễn Khắc Giang thuộc nhóm nghiên cứu của Viện Nghiên cứu Kinh tế và Chính sách (VEPR) qua công trình nghiên cứu "Ước lượng chi phí kinh tế cho các tổ chức QCC ở Việt Nam" cho biết, Mặt trận Tổ quốc được hưởng nhiều ưu đãi từ nhà nước và xã hội, được phân bổ ngân sách hoạt động, tuy vậy, chi phí kinh tế và hiệu quả hoạt động của tổ chức này vẫn là một câu hỏi lớn chưa có lời đáp.

## Lịch sử

### Các tổ chức tiền thân
Sau khi Đảng Cộng sản Việt Nam được thành lập, các lãnh đạo Đảng đã quyết định sẽ thành lập một tổ chức ngoại biên là Mặt trận dân tộc thống nhất, nhằm tập hợp và lãnh đạo quần chúng. Trong Án nghị quyết về vấn đề phản đế tại Hội nghị Ban Chấp hành Trung ương Đảng Cộng sản Đông Dương tháng 10 năm 1930 đã nêu rõ sự cấp thiết phải thành lập Mặt trận thống nhất phản đế (một tên gọi được thay đổi của Mặt trận Dân tộc thống nhất). Ngay khi phong trào Xô viết Nghệ Tĩnh nổ ra, ngày 18 tháng 11 năm 1930, Ban thường vụ Trung ương Đảng Cộng sản Đông Dương họp tại Hương Cảng, Trung Quốc ra Chỉ thị thành lập Hội Phản đế Đồng minh, hình thức đầu tiên của Mặt trận dân tộc thống nhất, dưới sự lãnh đạo của Đảng. Về sau, ngày này trở thành ngày kỷ niệm truyền thống, còn gọi là Ngày hội đại đoàn kết toàn dân tộc, của Mặt trận Tổ quốc Việt Nam.
Xô viết Nghệ Tĩnh bị chính quyền thực dân đàn áp khốc liệt, nhanh chóng tan rã. Các tổ chức của Đảng Cộng sản bị truy lùng và khủng bố, hoạt động Hội Phản đế Đồng minh cũng vì thế mà bị tê liệt.
Khi phong trào Mặt trận bình dân Pháp lên nắm quyền, có xu hướng thiên tả và cởi mở hơn tại thuộc địa. Các tổ chức của Đảng Cộng sản Đông Dương được phục hồi và hoạt động trở lại. Tháng 3 năm 1935, Đại hội Đảng lần thứ nhất họp tại Ma Cao, Trung Quốc đã thông qua nghị quyết về công tác Phản đế Liên minh, quyết định thành lập và thông qua điều lệ của tổ chức nhằm tập hợp tất cả các lực lượng phản đế toàn Đông dương. Điều lệ của Phản đế Liên minh rộng và linh hoạt hơn Điều lệ Hội Phản đế Đồng minh. Tháng 7 năm 1936, Hội nghị Ban chấp hành Trung ương Đảng Cộng sản Đông Dương họp tại Thượng Hải (Trung Quốc) đã quyết định thành lập Mặt trận Nhân dân Phản đế Đông Dương nhằm tập hợp rộng rãi các giai tầng, đảng phái, các đoàn thể chính trị, tôn giáo khác nhau để đấu tranh đòi những quyền dân chủ tối thiểu, phù hợp với Mặt trận Bình dân ở Pháp. Tháng 8 năm 1936, Đảng Cộng sản Đông Dương gửi bức thư ngỏ gửi cho Chính phủ Mặt trận nhân dân Pháp, bày tỏ sự đồng minh với nhân dân Pháp, kêu gọi ban hành một số quyền tự do dân chủ cơ bản cho nhân dân Đông Dương và hô hào "tất cả các đảng phái chính trị, tất cả các tầng lớp nhân dân Đông Dương tham gia Mặt trận nhân dân Đông Dương". Bức thư cũng nêu 12 nguyện vọng cụ thể làm cơ sở cho Đông Dương Đại hội, công khai việc tập hợp lực lượng của Mặt trận. Ngày 30 tháng 10 năm 1936, Mặt trận tuyên bố chính thức thành lập và phổ biến tài liệu Chung quanh vấn đề chính sách mới.
Từ tháng 9 năm 1937, một loạt các tổ chức ngoại vi của Mặt trận như Thanh niên Dân chủ Đông Dương, Hội Cứu tế bình dân, Công hội, Nông hội ra đời cùng với việc hoạt động công khai và nửa công khai của các tổ chức quần chúng như hội ái hữu, tương tế, các hội hoạt động âm nhạc,... Tháng 3 năm 1938, Hội nghị họp tại Bà Điểm (Gia Định) đã đổi tên Mặt trận Nhân dân Phản đế Đông Dương thành Mặt trận Thống nhất Dân chủ Đông Dương, gọi tắt là Mặt trận Dân chủ Đông Dương. Sau khi chính phủ Mặt trận Bình dân Pháp sụp đổ, chính quyền thực dân siết chặt hoạt động của các phong trào dân chủ. Tuy nhiên, dù rút vào bí mật, Đảng Cộng sản Đông Dương vẫn tiếp tục chỉ đạo các hoạt động công khai và bán công khai của Mặt trận, dần đưa từ hình thức phong trào, đi vào tính chất của một tổ chức.
Tháng 9 năm 1939, Chiến tranh thế giới thứ hai bùng nổ. Tại Đông Dương, chính quyền thực dân ban bố tình trạng thời chiến, đàn áp thẳng tay Mặt trận Dân chủ Đông Dương. Tháng 11 năm 1939, Hội nghị họp Bà Điểm (Hóc Môn, Gia Định; Đảng Cộng sản Đông Dương đã chuyển hướng chỉ đạo, chuyển các hoạt động của Mặt trận Dân chủ thành hoạt động của Mặt trận Thống nhất Dân tộc Phản đế Đông Dương, nhằm liên hiệp tất cả các dân tộc Đông Dương, các giai tầng, đảng phái, cá nhân có tinh thần phản đế muốn giải phóng dân tộc chống đế quốc, phát triển dưới hình thức bí mật và công khai.

### Việt Minh và Liên Việt
Năm 1940, quân Nhật kéo vào Đông Dương. Tại Hội nghị Trung ương Đảng Cộng sản Đông Dương lần thứ 8 tại Pác Bó, Hà Quảng, Cao Bằng; theo đề nghị của lãnh tụ Nguyễn Ái Quốc, Mặt trận dân tộc thống nhất chống phát xít Pháp Nhật với tên gọi Mặt Trận Việt Nam Độc lập Đồng minh, gọi tắt là Việt Minh, được thành lập ngày 19 tháng 5 năm 1941, lấy cờ đỏ sao vàng năm cánh làm cờ của Việt Minh và làm cờ tổ quốc "khi thành lập nước Việt Nam Dân chủ Cộng hòa". Chủ trương của Mặt trận bấy giờ là nhằm tranh thủ sự ủng hộ của lực lượng đồng minh (Liên Xô, Mỹ, Anh, Pháp, Trung Quốc), đồng thời tập hợp lực lượng, chờ thời cơ đấu tranh giành chính quyền về tay nhân dân.
Lực lượng Việt Minh phát triển nhanh chóng, trở thành lực lượng chính trị quan trọng giành chính quyền tại Việt Nam khi Thế chiến kết thúc và quân Nhật đầu hàng Đồng Minh. Ngày 16 và 17 tháng 8 năm 1945, Tổng bộ Việt Minh đã tổ chức Đại hội Quốc dân tại Tân Trào, thông qua lệnh Tổng khởi nghĩa, quyết định quốc kỳ, quốc ca và cử ra Ủy ban giải phóng dân tộc, tức Chính phủ lâm thời do Hồ Chí Minh làm Chủ tịch. Khi đã giành được chính quyền trên toàn quốc, ngày 2 tháng 9 năm 1945, Chủ tịch Hồ Chí Minh thay mặt Chính phủ lâm thời đọc Tuyên ngôn độc lập, thành lập nước Việt Nam Dân chủ Cộng hòa, đại biểu Tổng bộ Việt Minh Nguyễn Lương Bằng đọc lời hiệu triệu đồng bào cả nước.
Khi quân Pháp tái chiếm Đông Dương, lực lượng Việt Minh là thành phần nòng cốt của chính quyền Việt Nam Dân chủ Cộng hòa, huy động dân chúng kháng chiến chống Pháp. Trên thực tế, các đảng viên Cộng sản đều hoạt động dưới danh nghĩa cán bộ Việt Minh do Đảng Cộng sản Đông Dương đã tuyên bố tự giải tán. Do đó, nhằm mở rộng hơn nữa khối đoàn kết dân tộc, các lãnh đạo Cộng sản đã hình thành một Ban vận động thành lập Hội Liên hiệp Quốc dân Việt Nam, gọi tắt là Hội Liên Việt, gồm 27 người, với đại biểu Việt Minh là Hồ Chí Minh, chính thức ra mắt ngày 29 tháng 5 năm 1946.
Năm 1951, Đảng Lao động Việt Nam ra công khai. Mặt trận Việt Minh và Hội Liên Việt được hợp nhất thành Mặt trận Liên Việt ngày 3 tháng 3 năm 1951.

### Các tổ chức ở hai miền Nam Bắc trong chiến tranh
Sau năm 1954, Việt Nam bị chia thành hai miền Nam Bắc với hai chính thể khác nhau. Mục tiêu của nhà nước Việt Nam Dân chủ Cộng hòa tại miền Bắc là tiến tới hòa hợp thống nhất đất nước. Đảng Lao động Việt Nam quyết định chủ trương thành lập một tổ chức chính trị mới là Mặt trận Tổ quốc Việt Nam (gồm Đảng Lao động, Đảng Dân chủ, Đảng Xã hội,...) thay thế Mặt trận Liên Việt, tham gia cuộc tổng tuyển cử thống nhất đất nước. Sau đó nhiệm vụ của Mặt trận là huy động lực lượng toàn dân tiến hành cách mạng xã hội chủ nghĩa ở miền Bắc và hoàn thành cách mạng dân tộc dân chủ ở miền Nam.
Ngày 10 tháng 9 năm 1955, Mặt trận Tổ quốc Việt Nam ra đời với mục đích "đoàn kết mọi lực lượng dân tộc và dân chủ, đấu tranh đánh bại đế quốc Mỹ xâm lược và tay sai, xây dựng một nước Việt Nam hoà bình thống nhất, độc lập, dân chủ và giàu mạnh".
Mặt trận Tổ quốc Việt Nam đã động viên đồng bào và chiến sĩ chống chiến tranh phá hoại Mỹ và ủng hộ cuộc cách mạng tại miền Nam. Mặt trận Tổ quốc Việt Nam cũng tích cực tham gia cải tạo Xã hội chủ nghĩa đối với nông nghiệp, thủ công nghiệp, thương nghiệp nhỏ và giúp đỡ các nhà tư sản dân tộc thông suốt chính sách làm cho cuộc cải tạo công thương nghiệp tư bản tư doanh tiến hành thuận lợi, đạt kết quả. Mặt trận cũng thực hiện việc động viên nhân dân tham gia bầu cử Quốc hội và Hội đồng nhân dân các cấp, xây dựng chính quyền, phát triển sản xuất, xây dựng kinh tế, cải tạo văn hóa - tư tưởng tại miền Bắc.
Tại miền Nam, Mặt trận Dân tộc Giải phóng Miền Nam Việt Nam (phía Mỹ thường gọi là Việt Cộng) được thành lập ngày 20 tháng 12 năm 1960, để chống lại Quân đội Hoa Kỳ và Việt Nam Cộng hòa. Các lãnh đạo chủ chốt là Nguyễn Hữu Thọ, Huỳnh Tấn Phát, Phùng Văn Cung, Võ Chí Công. Mặt trận Dân tộc Giải phóng Miền Nam được sự hỗ trợ mạnh mẽ từ Việt Nam Dân chủ Cộng hòa ở phía bắc. Chiến tranh Việt Nam kéo dài từ năm 1955 đến năm 1975. Năm 1969, MTDTGPMNVN thành lập Chính phủ Cách mạng Lâm thời Cộng hòa Miền Nam Việt Nam để đối trọng với chính phủ Việt Nam Cộng hòa.
Ngoài ra ngày 20 tháng 4 năm 1968, một mặt trận mới ra đời là Liên minh các Lực lượng Dân tộc, Dân chủ và Hòa bình Việt Nam do Trịnh Đình Thảo làm Chủ tịch. Liên minh này được xem là một tổ chức lớn hơn và rộng khắp để đoàn kết nhân dân miền Nam và những người chống đối chế độ Việt Nam Cộng hòa và Hoa Kỳ, mà không phải là thành viên của MTDTGPMN.

### Thống nhất
Sau khi Việt Nam thống nhất, các lãnh đạo của 3 tổ chức chính trị ngoại vi hợp pháp đang tồn tại ở Việt Nam gồm Mặt trận Tổ quốc Việt Nam, Mặt trận Dân tộc Giải phóng miền Nam Việt Nam, Liên minh các lực lượng Dân tộc Dân chủ và Hòa bình Việt Nam đã thành lập Ban trù bị Mặt trận Dân tộc thống nhất từ mùa thu năm 1976, gồm đại biểu của 3 tổ chức: Mặt trận Tổ quốc Việt Nam, Mặt trận Dân tộc Giải phóng miền Nam Việt Nam, Liên minh các lực lượng Dân tộc Dân chủ và Hoà bình Việt Nam để bàn việc thống nhất thành một tổ chức chính trị thống nhất. Trong kỳ họp từ 31 tháng 1 đến 4 tháng 2 năm 1977 tại Thành phố Hồ Chí Minh, thống nhất ba tổ chức này thành một tổ chức chính trị duy nhất lấy tên là Mặt trận Tổ quốc Việt Nam.

## Biểu trưng

Biểu trưng của Mặt trận Tổ quốc Việt Nam

Biểu trưng của Mặt trận Tổ quốc Việt Nam thống nhất được thông qua tại Kỳ họp thứ nhất Đại hội thứ nhất Mặt trận Tổ quốc Việt Nam năm 1977.
Biểu trưng hình tròn tượng trưng cho khối thống nhất dân tộc chung mục đích xây dựng một nước Việt Nam dân giàu, nước mạnh, xã hội công bằng, dân chủ và văn minh.
Nền biểu trưng là lá cờ tổ quốc với sao vàng trên nền đỏ.
Hoa sen trắng cách điệu tượng trưng cho hình tượng Hồ chủ tịch, vị lãnh tụ vĩ đại, người đã sáng lập ra Mặt trận Dân tộc thống nhất nay là Mặt trận Tổ quốc Việt Nam. Những cánh sen liên kết thành một khối chính là sự đoàn kết thống nhất chính trị của tất cả người Việt Nam yêu nước.
Đường ngoài vòng cung cách điệu hai nhánh lúa nâng dòng chữ Mặt trận Tổ quốc.
Phía dưới là nửa bánh xe cách điệu tượng trưng cho giai cấp công nhân, giai cấp tiên phong trong sự nghiệp cách mạng với hai chữ Việt Nam.

## Các kỳ đại hội của Mặt trận Tổ quốc (mới)
| Đại hội lần thứ | Thời gian         | Địa điểm                                     | Lãnh đạo được bầu |
| --------------- | ----------------- | -------------------------------------------- | --- |
| 1               | 31/1 đến 4/2/1977 | Hội trường Thống nhất, Thành phố Hồ Chí Minh | - Chủ tịch danh dự: Tôn Đức Thắng - Chủ tịch: Hoàng Quốc Việt - Tổng Thư ký: Nguyễn Văn Tiến |
| 2               | 12 đến 14/5/1983  | Hội trường Ba Đình, Hà Nội                   | - Chủ tịch danh dự: Hoàng Quốc Việt - Chủ tịch: Huỳnh Tấn Phát - Tổng Thư ký: Nguyễn Văn Tiến |
| 3               | 2 đến 4/11/1988   | Hội trường Ba Đình, Hà Nội                   | - Chủ tịch danh dự: Hoàng Quốc Việt - Chủ tịch: Nguyễn Hữu Thọ - Phó Chủ tịch kiêm Tổng Thư ký: Phạm Văn Kiết |
| 4               | 17 đến 19/8/1994  | Hội trường Ba Đình, Hà Nội                   | - Chủ tịch danh dự: Nguyễn Hữu Thọ - Chủ tịch: Lê Quang Đạo - Tổng Thư ký: Trần Văn Đăng |
| 5               | 26 đến 28/8/1999  | Hội trường Ba Đình, Hà Nội                   | - Chủ tịch: Phạm Thế Duyệt - Tổng Thư ký: Trần Văn Đăng |
| 6               | 21 đến 23/9/2004  | Hội trường Ba Đình, Hà Nội                   | - Chủ tịch: Phạm Thế Duyệt (đến 9/1/2008) (xin nghỉ hưu); Huỳnh Đảm (từ 9/1/2008) (tại Hội nghị lần thứ 5 Ủy ban TW MTTQ Việt Nam (khóa IV) - Phó Chủ tịch kiêm Tổng Thư ký: Huỳnh Đảm (đến 9/1/2008), Vũ Trọng Kim (từ 9/1/2008) |
| 7               | 28 đến 30/9/2009  | Trung tâm Hội nghị Quốc gia Mỹ Đình, Hà Nội  | - Chủ tịch: Huỳnh Đảm, Nguyễn Thiện Nhân từ ngày 05 tháng 9 năm 2013 (tại Hội nghị lần thứ 6 UBTW MTTQ VN) - Phó Chủ tịch kiêm Tổng thư ký: Vũ Trọng Kim                                                                          |
| 8               | 25 đến 27/9/2014  | Trung tâm Hội nghị Quốc gia Mỹ Đình, Hà Nội  | - Chủ tịch: Nguyễn Thiện Nhân, Trần Thanh Mẫn (từ ngày 22 tháng 6 năm 2017) - Phó Chủ tịch kiêm Tổng thư ký: Vũ Trọng Kim (đến 4/2016); Trần Thanh Mẫn (từ 04/2016); Hầu A Lềnh (từ 01/2018)                                      |
| 9               | 18 đến 20/9/2019  | Trung tâm Hội nghị Quốc gia Mỹ Đình, Hà Nội  | - Chủ tịch: Trần Thanh Mẫn (đến 04/2021), Đỗ Văn Chiến (từ 04/2021) - Phó Chủ tịch kiêm Tổng thư ký: Hầu A Lềnh (đến 04/2021), Lê Tiến Châu (06/2021 - 01/2023); Nguyễn Thị Thu Hà (từ 03/2023)                                   |
| 10              | 16 đến 18/10/2024 | Trung tâm Hội nghị Quốc gia Mỹ Đình, Hà Nội  | - Chủ tịch: Đỗ Văn Chiến - Phó Chủ tịch kiêm Tổng thư ký: Nguyễn Thị Thu Hà |

## Tổ chức thành viên
Hiện tại Mặt trận Tổ quốc Việt Nam có khoảng 70 tổ chức thành viên. Trong đó có gần 50 tổ chức thành viên chính thức.
| TT                                 | Tên (in đậm nếu là thành viên chính thức)                                  | Biểu trưng hoặc hiệu kỳ | Ngày thành lập | Lãnh đạo hiện nay                                                       | Số lượng thành viên                          |
| Đảng chính trị                     | Đảng chính trị                                                             | Đảng chính trị          | Đảng chính trị | Đảng chính trị                                                          | Đảng chính trị                               |
| ---------------------------------- | -------------------------------------------------------------------------- | ----------------------- | -------------- | ----------------------------------------------------------------------- | -------------------------------------------- |
| 1                                  | Đảng Cộng sản Việt Nam                                                     |                         | 3/2/1930       | Tổng Bí thư Tô Lâm                                                      | Khoảng 5,1 triệu                             |
| Các tổ chức thanh niên - sinh viên |                                                                            |                         |                |                                                                         |                                              |
| 2                                  | Đoàn Thanh niên Cộng sản Hồ Chí Minh                                       |                         | 26/3/1931      | Bí thư thứ nhất Bùi Quang Huy                                           | Khoảng 6,4 triệu                             |
| 3                                  | Đội Thiếu niên Tiền phong Hồ Chí Minh (do Đoàn Thanh niên phụ trách)       |                         | 15/5/1941      | Chủ tịch Nguyễn Phạm Duy Trang                                          | không rõ                                     |
| 4                                  | Hội Liên hiệp Thanh niên Việt Nam                                          |                         | 15/10/1956     | Chủ tịch Nguyễn Tường Lâm                                               | Khoảng 9.2 triệu                             |
| 5                                  | Hội Sinh viên Việt Nam (thành viên của Hội Liên hiệp Thanh niên Việt Nam)  |                         | 9/1/1950       | Chủ tịch Nguyễn Minh Triết                                              | Khoảng 2 triệu                               |
| Các tổ chức chính trị - xã hội     |                                                                            |                         |                |                                                                         |                                              |
| 6                                  | Hội Liên hiệp Phụ nữ Việt Nam                                              |                         | 20/10/1930     | Chủ tịch Nguyễn Thị Tuyến                                               | Khoảng 19 triệu                              |
| 7                                  | Tổng Liên đoàn Lao động Việt Nam                                           |                         | 28/7/1929      | Chủ tịch Nguyễn Đình Khang                                              | Khoảng 10,3 triệu                            |
| 8                                  | Hội Nông dân Việt Nam                                                      |                         | 14/10/1930     | Chủ tịch Lương Quốc Đoàn                                                | Khoảng 10 triệu                              |
| 9                                  | Hội Cựu chiến binh Việt Nam                                                |                         | 6/12/1989      | Chủ tịch Bế Xuân Trường                                                 | Khoảng 2.6 triệu                             |
| Các tổ chức tôn giáo               |                                                                            |                         |                |                                                                         |                                              |
| 10                                 | Giáo hội Phật giáo Việt Nam                                                |                         | 7/11/1981      | Pháp chủ Thích Trí Quảng                                                | Khoảng 55 nghìn tăng ni và 26,5 triệu tín đồ |
| 11                                 | Ủy ban Đoàn kết Công giáo Việt Nam                                         |                         | 20/1/1955      | Chủ tịch Trần Xuân Mạnh                                                 |                                              |
| 12                                 | Tịnh độ cư sĩ Phật hội Việt Nam                                            |                         | 1934           | Phó chánh Hội trưởng Nguyễn Ngọc Ánh                                    | Khoảng 1,5 triệu tín đồ                      |
| 13                                 | Hội thánh Cao Đài Ban Chỉnh đạo                                            |                         | 1934           | Trưởng Hiệp Thiên đài Lữ Văn Châu                                       |                                              |
| 14                                 | Hội thánh Cao Đài Bạch Y                                                   |                         | 1955           | Trưởng ban Thường trực Trần Văn Huynh                                   |                                              |
| 15                                 | Hội Thánh Cao Đài Chơn lý                                                  |                         | 1931           | Trưởng ban Thường trực Lê Văn Long                                      |                                              |
| 16                                 | Hội Thánh Cao Đài Tiên Thiên                                               |                         | 1930           | Phó Ban Thường trực Thượng Thanh Phong                                  |                                              |
| 17                                 | Hội thánh Cao Đài Minh Chơn đạo                                            |                         | 1935           | Trưởng Ban Thường trực Trần Đức Tăng                                    |                                              |
| 18                                 | Hội thánh Cao Đài Tây Ninh                                                 |                         | 1926           | Chưởng quản Thượng Tám Thanh                                            |                                              |
| 19                                 | Hội thánh Truyền giáo Cao Đài                                              |                         | 1956           | Chưởng quản Thượng Thứ Thanh                                            |                                              |
| 20                                 | Hội thánh Cao Đài Cầu kho Tam Quan                                         |                         | 1930           | Phó Chưởng quản Thường trực Ngọc Soi Thanh                              |                                              |
| 21                                 | Giáo hội Phật giáo Hoà Hảo                                                 |                         | 1939           | Trưởng Ban Trị sự Trung ương Nguyễn Tấn Đạt                             |                                              |
| 22                                 | Giáo hội Phật đường Nam Tông Minh Sư đạo                                   |                         | 1920           | Trưởng Ban Trị sự Nguyễn Văn Dần                                        | Hơn 11 nghìn tín đồ                          |
| 23                                 | Hội thánh Minh Lý Đạo - Tam Tông Miếu                                      |                         | 1924           | Trưởng ban Quản trị Phùng Kỳ Hiệp                                       |                                              |
| 24                                 | Đạo Bửu Sơn Kỳ Hương                                                       |                         | 1849           | Trưởng Ban Trị sự Lê Lơn                                                | Khoảng 15 nghìn tín đồ                       |
| 25                                 | Phật giáo Hiếu Nghĩa Tà Lơn                                                |                         | 1915           | Trưởng Hội đồng Trung ương Nguyễn Hiền Lương                            |                                              |
| 26                                 | Ban Đại diện Cộng đồng Hồi giáo tại Thành phố Hồ Chí Minh (Hồi giáo Islam) |                         | 1992           | Quyền Trưởng Ban Thường trực Mach Dares Samael                          |                                              |
| 27                                 | Ban Đại diện Cộng đồng Hồi giáo tại Tỉnh An Giang (Hồi giáo Islam)         |                         | 2004           | Trưởng ban Haji Jacky                                                   | Hơn 15 nghìn tín đồ                          |
| 28                                 | Ban Đại diện Cộng đồng Hồi giáo tại Tỉnh Tây Ninh (Hồi giáo Islam)         |                         | không rõ       | Trưởng ban Haji Chàm Sá                                                 | không rõ                                     |
| 29                                 | Ban Đại diện Cộng đồng Hồi giáo tại Tỉnh Ninh Thuận (Hồi giáo Islam)       |                         | không rõ       | Trưởng ban Thành Thanh Tâm                                              | Khoảng 3000 tín đồ                           |
| 30                                 | Hội đồng Sư cả Hồi giáo Bàni tại Tỉnh Ninh Thuận (Đạo Bàni)                |                         | 2007           | Chủ tịch Châu Minh Hương                                                | không rõ                                     |
| 31                                 | Hội đồng Sư cả Hồi giáo Bàni tại Tỉnh Bình Thuận (Đạo Bàni)                |                         | 2012           | Chủ tịch Xích Dự                                                        | không rõ                                     |
| 32                                 | Hội đồng chức sắc Chăm Bàlamôn tại Ninh Thuận (Ấn Độ giáo)                 |                         | 2011           | Chủ tịch Hán Đô                                                         | Gần 65 nghìn tín đồ                          |
| 33                                 | Hội Thánh Tin Lành Việt Nam (miền Bắc)                                     |                         | 12/4/1955      | Hội trưởng Nguyễn Hữu Mạc                                               |                                              |
| 34                                 | Hội Thánh Tin Lành Việt Nam (miền Nam)                                     |                         | 13/7/1927      | Hội trưởng Thái Phước Trường                                            |                                              |
| 35                                 | Hội Truyền giáo Cơ đốc Việt Nam                                            |                         | 1/9/1956       | Hội trưởng Nguyễn Quang Đức                                             |                                              |
| 36                                 | Giáo hội Cơ đốc Phục lâm Việt Nam                                          |                         | 1929           | Giáo hội Trưởng Trần Thanh Truyện                                       |                                              |
| 37                                 | Hội đồng Tinh thần tôn giáo Baha'i Việt Nam                                |                         | 14/7/2008      | Tổng Thư ký Nguyễn Đình Thỏa                                            | Khoảng 3000 tín đồ                           |
| Các tổ chức nghề nghiệp - xã hội   |                                                                            |                         |                |                                                                         |                                              |
| 30                                 | Liên minh Hợp tác xã Việt Nam                                              |                         | 11/4/1946      | Chủ tịch Cao Xuân Thu Vân                                               |                                              |
| 31                                 | Liên hiệp các Hội Khoa học và Kỹ thuật Việt Nam                            |                         | 29/7/1983      | Chủ tịch Phan Xuân Dũng                                                 | Khoảng 3.7 triệu                             |
| 32                                 | Liên hiệp các Hội Văn học nghệ thuật Việt Nam                              |                         | 25/7/1948      | Chủ tịch Đỗ Hồng Quân                                                   | Khoảng 40.000                                |
| 33                                 | Liên hiệp các tổ chức Hữu nghị Việt Nam                                    |                         | 17/11/1950     | Chủ tịch Phan Anh Sơn                                                   |                                              |
| 34                                 | Liên đoàn Thương mại và Công nghiệp Việt Nam                               |                         | 27/4/1963      | Chủ tịch Phạm Tấn Công                                                  |                                              |
| 35                                 | Hội Chữ thập đỏ Việt Nam                                                   |                         | 23/11/1946     | Phó Chủ tịch, Tổng Thư ký, Điều hành hoạt động của Hội Nguyễn Hải Anh   |                                              |
| 36                                 | Hội Luật gia Việt Nam                                                      |                         | 4/4/1955       | Chủ tịch Nguyễn Khánh Ngọc                                              |                                              |
| 37                                 | Hội Nhà báo Việt Nam                                                       |                         | 21/4/1950      | Chủ tịch Lê Quốc Minh                                                   |                                              |
| 38                                 | Hội Làm vườn Việt Nam                                                      |                         | 5/4/1986       | Chủ tịch Lê Quốc Doanh                                                  |                                              |
| 39                                 | Hội Người mù Việt Nam                                                      |                         | 17/4/1969      | Chủ tịch Phạm Viết Thu                                                  |                                              |
| 40                                 | Hội Sinh vật cảnh Việt Nam                                                 |                         | 13/5/1989      | Chủ tịch Nguyễn Hữu Vạn                                                 |                                              |
| 41                                 | Tổng hội Y học Việt Nam                                                    |                         | 3/3/1955       | Chủ tịch Nguyễn Thị Xuyên                                               |                                              |
| 42                                 | Hội Người cao tuổi Việt Nam                                                |                         | 10/5/1995      | Chủ tịch Nguyễn Thanh Bình                                              |                                              |
| 43                                 | Hội Kế hoạch hóa Gia đình Việt Nam                                         |                         | 11/1/1993      | Chủ tịch Phạm Bá Nhất                                                   |                                              |
| 44                                 | Hội Khuyến học Việt Nam                                                    |                         | 2/10/1996      | Chủ tịch Nguyễn Thị Doan                                                |                                              |
| 45                                 | Hội Liên lạc với người Việt Nam ở nước ngoài                               |                         | 4/2/2002       | Chủ tịch Nguyễn Phú Bình                                                |                                              |
| 46                                 | Hội Khoa học Lịch sử Việt Nam                                              |                         | 26/2/1966      | Chủ tịch Trần Đức Cường                                                 |                                              |
| 47                                 | Hội Nạn nhân chất độc da cam/dioxin Việt Nam                               |                         | 10/1/2004      | Chủ tịch Nguyễn Hữu Chính                                               |                                              |
| 48                                 | Hội Mỹ nghệ - Kim hoàn - Đá quý Việt Nam                                   |                         | 20/12/1989     | Chủ tịch Lê Ngọc Dũng                                                   |                                              |
| 49                                 | Hội Cựu Giáo chức Việt Nam                                                 |                         | 3/7/2007       | Chủ tịch Nguyễn Mậu Bành                                                |                                              |
| 50                                 | Hội Xuất bản Việt Nam                                                      |                         | 24/8/2001      | Chủ tịch Phạm Minh Tuấn                                                 |                                              |
| 51                                 | Hội Thủy sản Việt Nam                                                      | biểu trưng cũ           | 5/5/2000       | Chủ tịch Nguyễn Việt Thắng                                              |                                              |
| 52                                 | Hội Bảo trợ Người khuyết tật và trẻ mồ côi Việt Nam                        |                         | 25/4/1992      | Chủ tịch Nguyễn Trọng Đàm                                               |                                              |
| 53                                 | Hội Cứu trợ Trẻ em Tàn tật Việt Nam                                        |                         | 4/12/1993      | Chủ tịch Ngô Sách Thực                                                  |                                              |
| 54                                 | Hội Y tế Công cộng Việt Nam                                                |                         | 6/6/2002       | Chủ tịch Lê Vũ Anh                                                      |                                              |
| 55                                 | Hiệp Hội Bệnh viện tư nhân Việt Nam                                        |                         | 11/6/2014      | Chủ tịch Nguyễn Văn Đệ                                                  |                                              |
| 56                                 | Hội Cựu Thanh niên xung phong Việt Nam                                     |                         | 15/7/1950      | Chủ tịch Vũ Trọng Kim                                                   | Khoảng 500.000                               |
| 57                                 | Hiệp hội Doanh nghiệp của Thương binh và người khuyết tật Việt Nam         |                         | 14/4/2003      | Chủ tịch Trần Hồng Quảng                                                |                                              |
| 58                                 | Hiệp hội Các trường Đại học, Cao đẳng Việt Nam                             |                         | 6/11/2014      | Chủ tịch Vũ Ngọc Hoàng                                                  |                                              |
| 59                                 | Hiệp hội Doanh nghiệp nhỏ và vừa Việt Nam                                  |                         | 19/7/2005      | Chủ tịch Nguyễn Văn Thân                                                |                                              |
| 60                                 | Hội Truyền thống Trường Sơn - Đường Hồ Chí Minh Việt Nam                   |                         | 5/7/2011       | Chủ tịch Võ Sở                                                          |                                              |
| 61                                 | Hiệp hội Làng nghề Việt Nam                                                |                         | 3/2/2005       | Chủ tịch Trịnh Quốc Đạt                                                 | Hơn 13 nghìn hội viên                        |
| 62                                 | Hội Đông y Việt Nam                                                        |                         | 22/8/1946      | Chủ tịch Đậu Xuân Cảnh                                                  |                                              |
| 63                                 | Liên đoàn Luật sư Việt Nam                                                 |                         | 12/5/2009      | Chủ tịch Đỗ Ngọc Thịnh                                                  |                                              |
| 64                                 | Hội Nước sạch và Môi trường Việt Nam                                       |                         | 4/10/2002      | Chủ tịch Chu Phạm Ngọc Hiển                                             |                                              |
| 65                                 | Hội Bảo vệ quyền trẻ em Việt Nam                                           |                         | 8/4/2008       | Chủ tịch Nguyễn Thị Thanh Hòa                                           | Khoảng 110.000                               |
| 66                                 | Hội Cựu Công an nhân dân Việt Nam                                          |                         | 1/8/2023       | Chủ tịch Lê Quý Vương                                                   |                                              |
| 67                                 | Hiệp hội Công chứng viên Việt Nam                                          |                         | 14/01/2019     | Chủ tịch Nguyễn Chí Thiện                                               | Khoảng 3.500                                 |
| 68                                 | Hội Tình nguyện Việt Nam                                                   |                         | 19/09/2024     | Chủ tịch Trần Nguyệt Thúy                                               |                                              |
| 69                                 | Hội Châm cứu Việt Nam                                                      |                         | 30/12/1968     | Chủ tịch PGS.TS Nguyễn Bá Quang                                         |                                              |
| Lực lượng quân sự                  |                                                                            |                         |                |                                                                         |                                              |
| 70                                 | Quân đội Nhân dân Việt Nam                                                 |                         | 22/12/1944     | Bí thư Quân ủy Trung ương Tô Lâm Tổng Tư lệnh Chủ tịch nước Lương Cường | ~5 triệu quân nhân                           |

## Hội đồng tư vấn
- Hội đồng tư vấn về lĩnh vực Văn hoá - Xã hội
- Hội đồng tư vấn về Đối ngoại và Kiều bào
- Hội đồng tư vấn về Kinh tế
- Hội đồng tư vấn về Dân tộc
- Hội đồng tư vấn về Khoa học - Giáo dục
- Hội đồng tư vấn về Tôn giáo
- Hội đồng tư vấn về Dân chủ Pháp luật